# Кельт (археология)
Кельт или устар. цельт (англ. celt, socketed axe, нем. Tüllenbeil) — разновидность бронзового топора и мотыги со втулкой на месте обуха, направленной перпендикулярно лезвию, в которую вставлялась коленчатая или прямая рукоятка.

## Происхождение названия
Любопытно, что слово «кельт» является, по-видимому, ошибкой переписчика, вкравшейся в латинский перевод Книги Иова 19:24 и «узаконенной» чрезвычайно авторитетным изданием Библии Папы Климента VIII (1592). Ранние списки перевода св. Иеронима, например, Амиатинский кодекс, содержат в этом месте словосочетание лат. vel certe («но несомненно»), а Клементина даёт лат. vel celte (в древнееврейском тексте здесь לעד «навсегда»). Оксфордский словарь «склонен считать celtis несуществующим словом», ошибкой в слове certe. Тем не менее, для многих слово стало настоящим латинским. Требовалось только узнать его значение. В контексте: «О, если бы записаны были слова мои! Если бы начертаны были они в книге резцом железным с оловом, — на вечное время на камне вырезаны были!» (Иов. 19:23, 24) слово celte выглядело как название некоего режущего инструмента, и в XVIII веке антикварии воспользовались им для обозначения орудий каменного и бронзового века.

## Разновидности
Кроме наиболее универсальных экземпляров, то есть топоров, выделяются также специализированные орудия — кельты-тёсла и кельты-лопаты.

## Применение термина
В прошлом в западной археологии этим термином обозначались любые топоры, тёсла или мотыги из камня или бронзы. Сейчас в английской археологической терминологии это название сохранилось для не имеющих отверстия для рукоятки клиновидных шлифованных каменных топоров. Отдельно среди них выделяется тип топоров, характерный для неолитической культуры линейно-ленточной керамики (англ. shoe-last celt, буквально — кельт в форме обувной колодки, нем. Schuhleistenkeil — тот же смысл).